# Толстоголовка протеон
Толстоголовка протеон (лат. Muschampia protheon) — бабочка из семейства толстоголовок.

## Описание
Длина переднего крыла 14—20 мм. Размах крыльев 32—35 мм. Основной фон крыльев буровато-тёмно-серый с белыми пятнами. Снизу фон передних крыльев буроватый в светлых чешуйках, между белыми пятнами — бледно-оливковый или зеленовато-серый. Нижняя сторона задних крыльев сильно запылена белыми чешуйками, белые пятна в прикраевой перевязи не четкие и обычно сливаются с пятнами маргинальной белой полосы.

## Ареал
Россия (Амурская область, Забайкалье), Северный Китай, Северо-Восточная Монголия.

## Биология
Бабочки населяют луга и степи различных типов. Развивается в одном поколении за год. Время лёта бабочек: конец мая — середина августа. Гусеницы питаются Phlomis tuberosa.